# ستيفان نادفجي
ستيفان نادفجي (بالصربية: Стеван Нађфеји) مواليد 16 أغسطس 1979 في بلغراد، جمهورية صربيا الاشتراكية، هو لاعب كرة سلة صربي. بدأ مسيرته الاحترافية في سنة 1996. يبلغ طوله 6 قدم 8.5 بوصة (2.0 م). لعب مع نادي بارتيزان لكرة السلة ونادي يونيكس قازان لكرة السلة.

## روابط خارجية
- ستيفان نادفجي على موقع الاتحاد الدولي لكرة السلة (الإنجليزية)
- ستيفان نادفجي على موقع الدوري الأوروبي لكرة السلة (الإنجليزية)
- ستيفان نادفجي على موقع كرة السلة الأوروبية.كوم (الإنجليزية)
- ستيفان نادفجي على موقع ريلجم (الإنجليزية)
- ستيفان نادفجي على موقع بروبوليرز (الإنجليزية)
- ستيفان نادفجي على موقع سبورتس رفرنس (الإنجليزية)